# Manuel Guijarro Arenas
Manuel Guijarro Arenas (Villarrobledo, 7 de julio de 1998) es un deportista español que compite en atletismo, especialista en las carreras de velocidad.
Ganó una medalla de plata en el Campeonato Mundial de Atletismo en Pista Cubierta de 2022 y dos medallas de plata en el Campeonato Europeo de Atletismo en Pista Cubierta, en los años 2019 y 2025, en la prueba de 4 × 400 m.

## Trayectoria
Empezó a practicar el atletismo con 11 años. Su primera participación internacional fue en el Campeonato Mundial Juvenil de Atletismo de 2015, en el que compitió en los 400 m y el relevo 4 × 400 m.
En 2019 consiguió la medalla de plata en el Campeonato Europeo en Pista Cubierta, en el relevo 4 × 400 m (junto con Óscar Husillos, Lucas Búa y Bernat Erta). En 2022 consiguió la medalla de plata en el Campeonato Mundial de Atletismo en Pista Cubierta, nuevamente en el relevo 4 × 400 m (junto con Bruno Hortelano, Iñaki Cañal y Bernat Erta).
Tomó parte en los dos relevos (masculino y mixto) de 4 × 400 m en el Campeonato Europeo en Pista Cubierta de 2025, consiguiendo la medalla de plata en el masculino (con Markel Fernández, Óscar Husillos y Bernat Erta) y el cuarto puesto en el mixto (con Carmen Avilés, Bernat Erta y Daniela Fra), en ambos casos con nuevo récord de España. También corrió en el Campeonato Mundial en Pista Cubierta, donde quedó eliminado en la primera ronda de los 400 m. Al aire libre también formó parte del 4 × 400 m mixto español, junto con Blanca Hervás, Julio Arenas y Paula Sevilla, en el Campeonato de Europa por Equipos, donde terminaron cuartos con un nuevo récord de España de 3:10.48.

## Palmarés internacional
| Campeonato Mundial en Pista Cubierta | Campeonato Mundial en Pista Cubierta | Campeonato Mundial en Pista Cubierta | Campeonato Mundial en Pista Cubierta |
| Año                                  | Lugar                                | Medalla                              | Prueba                               |
| ------------------------------------ | ------------------------------------ | ------------------------------------ | ------------------------------------ |
| 2022                                 | Belgrado (Serbia)                    | Medalla de plata                     | 4 × 400 m                            |
| Campeonato Europeo en Pista Cubierta |                                      |                                      |                                      |
| Año                                  | Lugar                                | Medalla                              | Prueba                               |
| 2019                                 | Glasgow (Reino Unido)                | Medalla de plata                     | 4 × 400 m                            |
| 2025                                 | Apeldoorn (Países Bajos)             | Medalla de plata                     | 4 × 400 m                            |

## Resultados internacionales
| Representando a España | Representando a España                 | Representando a España | Representando a España | Representando a España | Representando a España |
| Año                    | Competición                            | Lugar                  | Posición               | Evento                 | Tiempo                 |
| ---------------------- | -------------------------------------- | ---------------------- | ---------------------- | ---------------------- | ---------------------- |
| 2015                   | Campeonato Mundial Juvenil             | Cali                   | 29.º (s.)              | 400 m                  | 48,54                  |
| 2018                   | Campeonato Mundial en Pista Cubierta   | Birmingham             | 7.º (sf.)              | 4 × 400 m              | 3:07,52                |
| 2019                   | Campeonato Europeo en Pista Cubierta   | Glasgow                | 8.º (sf.)              | 400 m                  | 47,34                  |
| 2019                   | Campeonato Europeo en Pista Cubierta   | Glasgow                | Medalla de plata       | 4 × 400 m              | 3:06,32                |
| 2019                   | Campeonato Europeo Sub-23              | Gävle                  | 5.º                    | 4 × 400 m              | 3:07,62                |
| 2021                   | Campeonato Europeo por Equipos         | Chorzow                | 2.º                    | 4 × 400 m              | 3:03,10                |
| 2022                   | Campeonato Mundial en Pista Cubierta   | Belgrado               | 20.º (s.)              | 400 m                  | 47,74                  |
| 2022                   | Campeonato Mundial en Pista Cubierta   | Belgrado               | Medalla de plata       | 4 × 400 m              | 3:06,82                |
| 2022                   | Campeonato Iberoamericano              | La Nucía               | Medalla de plata       | 4 × 400 m              | 3:04,05                |
| 2022                   | Campeonato de Europa                   | Múnich                 | 18.º (s.)              | 400 m                  | 46,18                  |
| 2022                   | Campeonato de Europa                   | Múnich                 | 4.º                    | 4 × 400 m              | 3:01,27                |
| 2023                   | Campeonato Europeo en Pista Cubierta   | Estambul               | 25.º (s.)              | 400 m                  | 49,77                  |
| 2024                   | Campeonato de Europa                   | Roma                   | 5.º                    | 4 × 400 m              | 3:01,44                |
| 2025                   | Campeonato de Europa en Pista Cubierta | Apeldoorn              | 4.º                    | 4 × 400 m mixto        | 3:17.12                |
| 2025                   | Campeonato de Europa en Pista Cubierta | Apeldoorn              | Medalla de plata       | 4 × 400 m              | 3:05.18                |
| 2025                   | Campeonato Mundial en Pista Cubierta   | Nankín                 | 18.º (s.)              | 400 m                  | 47,47                  |
| 2025                   | Relevos Mundiales                      | Cantón                 | 15.º (r.)              | 4 × 400 m              | 3:02.12                |
| 2025                   | Campeonato de Europa por Equipos       | Madrid                 | 4.º                    | 4 × 400 m mixto        | 3:10.48                |

1. ↑  Marca en la serie; no corrió la final